# Resolució 1187 del Consell de Seguretat de les Nacions Unides
La Resolució 1187 del Consell de Seguretat de les Nacions Unides fou adoptada per unanimitat el 30 de juliol de 1998.
Després de reafirmar totes les resolucions sobre Geòrgia, particularment la Resolució 1150 (1998), el Consell va prorrogar el mandat de la Missió d'Observació de les Nacions Unides a Geòrgia (UNOMIG) fins al 31 de gener de 1999, i va discutir sobre hostilitats recents al país.
El Consell de Seguretat era preocupat per la situació tensa als districtes de Zúgdidi i Gali (Abkhàzia) i el risc de combats. Ni Abkhàzia ni Geòrgia estaven disposades a renunciar a la violència ni a buscar una solució pacífica seriosa.
Hi havia preocupació per la represa de les hostilitats el maig de 1998 i es va demanar a ambdues parts que observessin l'Acord d'Alto el Foc i Separació de Forces (Acord de Moscou) i altres acords. Es va demanar a les parts que establissin un mecanisme conjunt per investigar i prevenir actes que violen l'Acord de Moscou i els actes terroristes.
El Consell va reafirmar el dret de tots els desplaçats i refugiats, dels quals hi havia un nombre significatiu, a tornar a casa de manera segura d'acord amb el dret internacional. D'aquesta manera, es va condemnar la destrucció deliberada de cases i l'expulsió de persones per part d'Abkhàzia, i els canvis demogràfics a conseqüència del conflicte eren inacceptables.
Les parts foren convocades immediatament per aconseguir resultats en les negociacions sobre qüestions clau. A més, la resolució condemna la violència contra els observadors de la UNOMIG, la reposició de mines terrestres i els atacs de grups armats a la regió de Gali. També es va mostrar la preocupació per la campanya de masses llançada a Abkhàzia i l'assetjament del personal de la UNOMIG i es va demanar a Abkhàzia que cessés aquests actes. El mandat de la UNOMIG es va ampliar, subjecte a una revisió del Consell i de qualsevol canvi en el mandat de la força de manteniment de la pau de la Comunitat d'Estats Independents que també era present a Geòrgia.
Finalment, el secretari general Kofi Annan havia de mantenir informat el Consell sobre l'evolució de la regió i qüestions relacionades amb el mandat de la UNOMIG; tindrà lloc una revisió del seu mandat.